# Aleksei Bugaev
Aleksei Bugaev est un skieur handisport russe, né le 30 mars 1997.

## Palmarès

### Jeux paralympiques
| Épreuve / Édition | Sotchi 2014 | Pyeongchang 2018 |
| ----------------- | ----------- | ---------------- |
| Descente          | Argent      | 7e               |
| Super-G           | Bronze      | 5e               |
| Slalom géant      | Argent      | Argent           |
| Slalom            | Or          | DNF              |
| Super combiné     | Or          | Or               |